# Julia Voth
Julia Voth (født 16. maj 1985) er en canadisk-født skuespillerinde og model, som i øjeblikket bor i Los Angeles. Hendes modelkarriere har omfattet fotosamlinger og reklamer for brands såsom Calvin Klein og Shiseido. Hun er bedst kendt for sit motion capture-modelarbejde som Jill Valentine til Resident Evil-computerspilserien. Hun medvirkede også i actionfilmen Bitch Slap sammen med America Olivo og Erin Cummings. Voth har angiveligt skrevet en bog med digte, som venter på at blive udgivet, men en læk har allerede givet bagslag og beskyldninger om at hun blot kopierede X JAPAN's vision.

## Fodnoter
1. ↑  "IGN Babe of the Day: Julia Voth". Arkiveret fra originalen 18. april 2010. Hentet 26. januar 2010.
2. ↑  A Conversation with Julia Voth
3. ↑  "Julia Voth is Jill Valentine". Arkiveret fra originalen 4. januar 2010. Hentet 26. januar 2010.
4. ↑  Julia Voth Arkiveret 1. oktober 2009 hos  Wayback Machine at AskMen.com